# União Desportiva Valonguense
A União Desportiva Valonguense é um clube português com sede no concelho de Valongo, distrito do Porto. O clube foi fundado em 5 de Outubro de 1937.
Usavam o Estádio Municipal de Valongo para a prática futebolística dos escalões de formação apenas e utilizavam o Estádio do Calvário no centro da cidade para os jogos da equipa A do clube (séniores). Porém, após danos graves surgirem no relvado do Estádio Municipal de Valongo, tanto os escalões de formação como a equipa sénior, passaram ambas a treinar/competir no Estádio do Calvário.
A sede deste clube, que utiliza o vermelho e o branco como cores oficiais, situa-se no centro de Valongo, junto ao Largo do Centenário.

## Palmarés (séniores)
- AF Porto Divisão de Elite: 3
  - 1994–95, 2000–01, 2003–04[4]

- AF Porto 2ª Divisão: 1
  - 1973–74

- AF Porto 3ª Divisão: 2
  - 1949–50, 1961–62

## Época a Época (séniores: 1949/50-atualidade)
| Época   | Nível | Divisão                             | Série               | Pos | Situação    | J  | V  | E  | D  | GM | GS | DG  | P   | Taça | Taça             | Notas |
| Época   | Nível | Divisão                             | Série               | Pos | Situação    | J  | V  | E  | D  | GM | GS | DG  | P   | POR | AF Porto         | Notas |
| ------- | ----- | ----------------------------------- | ------------------- | --- | ----------- | -- | -- | -- | -- | -- | -- | --- | --- | --- | ---------------- | --- |
| 1949/50 | 6     | 3ª Divisão AF Porto                 | Série C             | 1º  | Promoção    | -  | -  | -  | -  | -  | -  | -   | -   | |                  | |
| 1961/62 | 6     | 3ª Divisão AF Porto                 | Série A             | 1º  | Promoção    | -  | -  | -  | -  | -  | -  | -   | -   | |                  | |
| 1973/74 | 5     | 2ª Divisão AF Porto                 | Série B             | 1º  | Promoção    | -  | -  | -  | -  | -  | -  | -   | -   | |                  | |
| 1974/75 | 4     | 1ª Divisão AF Porto                 | -                   | 3º  | Permanência | 32 | 17 | 7  | 8  | -  | -  | -   | 41  | |                  | |
| 1975/76 | 4     | 1ª Divisão AF Porto                 | -                   | 15º | Permanência | 36 | 8  | 15 | 13 | -  | -  | -   | 31  | |                  | |
| 1976/77 | 4     | 1ª Divisão AF Porto                 | -                   | 4º  | Permanência | 32 | 13 | 11 | 8  | -  | -  | -   | 37  | |                  | |
| 1977/78 | 4     | 1ª Divisão AF Porto                 | -                   | 2º  | Promoção    | 32 | 18 | 10 | 4  | -  | -  | -   | 46  | |                  | |
| 1978/79 | 3     | 3ª Divisão                          | Série B             | 8º  | Permanência | 30 | 13 | 3  | 14 | 52 | 43 | +9  | 29  | 1E |                  | |
| 1979/80 | 3     | 3ª Divisão                          | Série B             | 8º  | Permanência | 30 | 14 | 4  | 12 | 47 | 36 | +11 | 32  | 1E |                  | |
| 1980/81 | 3     | 3ª Divisão                          | Série B             | 10º | Permanência | 30 | 10 | 9  | 11 | 38 | 45 | -7  | 29  | 2E |                  | |
| 1981/82 | 3     | 3ª Divisão                          | Série B             | 1º  | Promoção    | 30 | 17 | 8  | 5  | 44 | 18 | +26 | 42  | 1/32 |                  | terminou em 2º na II Fase - Zona Norte |
| 1982/83 | 2     | 2ª Divisão                          | Norte               | 12º | Permanência | 30 | 10 | 9  | 11 | 37 | 48 | -11 | 29  | 1/32 |                  | |
| 1983/84 | 2     | 2ª Divisão                          | Norte               | 11º | Permanência | 30 | 9  | 10 | 11 | 22 | 40 | -18 | 28  | 1/16 |                  | ficou em 4º na Série B do Torneio Complementar da II Divisão |
| 1984/85 | 2     | 2ª Divisão                          | Norte               | 15º | Despromoção | 30 | 7  | 4  | 19 | 28 | 68 | -40 | 18  | 2E |                  | |
| 1985/86 | 3     | 3ª Divisão                          | Série B             | 10º | Permanência | 30 | 10 | 8  | 12 | 37 | 40 | -3  | 28  | 2E |                  | |
| 1986/87 | 3     | 3ª Divisão                          | Série B             | 11º | Permanência | 30 | 10 | 9  | 11 | 27 | 30 | -3  | 29  | 2E |                  | |
| 1987/88 | 3     | 3ª Divisão                          | Série B             | 8º  | Permanência | 38 | 14 | 12 | 12 | 50 | 42 | +8  | 40  | 5E |                  | |
| 1988/89 | 3     | 3ª Divisão                          | Série B             | 4º  | Permanência | 34 | 17 | 10 | 7  | 53 | 27 | +26 | 44  | 2E |                  | |
| 1989/90 | 3     | 3ª Divisão                          | Série B             | 8º  | Permanência | 34 | 13 | 11 | 10 | 42 | 37 | +5  | 37  | QF |                  | |
| 1990/91 | 4     | 3ª Divisão                          | Série B             | 8º  | Permanência | 34 | 13 | 9  | 12 | 41 | 47 | -6  | 35  | 3E |                  | com a criação da Segunda Liga, a 3ª Divisão passou a ser o nível 4 do futebol português |
| 1991/92 | 4     | 3ª Divisão                          | Série B             | 17º | Despromoção | 34 | 7  | 12 | 15 | 29 | 54 | -25 | 26  | 2E |                  | |
| 1992/93 | 5     | Div. Honra AF Porto                 | -                   | 13º | Permanência | 34 | 11 | 10 | 13 | -  | -  | -   | 32  | |                  | |
| 1993/94 | 5     | Div. Honra AF Porto                 | -                   | 9º  | Permanência | 38 | 8  | 15 | 8  | -  | -  | -   | 38  | |                  | |
| 1994/95 | 5     | Div. Honra AF Porto                 | -                   | 1º  | Promoção    | 38 | 24 | 3  | 7  | -  | -  | -   | 51  | |                  | |
| 1995/96 | 4     | 3ª Divisão                          | Série B             | 4º  | Permanência | 34 | 13 | 13 | 8  | 46 | 31 | +15 | 52  | 2E |                  | a partir desta época, as vitórias passam a valer 3 pontos |
| 1996/97 | 4     | 3ª Divisão                          | Série B             | 9º  | Permanência | 34 | 12 | 11 | 11 | 35 | 34 | +1  | 47  | 1E |                  | |
| 1997/98 | 4     | 3ª Divisão                          | Série B             | 14º | Permanência | 34 | 10 | 10 | 14 | 29 | 44 | -15 | 40  | 4E |                  | |
| 1998/99 | 4     | 3ª Divisão                          | Série B             | 9º  | Permanência | 34 | 11 | 10 | 13 | 32 | 32 | 0   | 43  | 3E |                  | |
| 1999/00 | 4     | 3ª Divisão                          | Série B             | 15º | Despromoção | 34 | 9  | 8  | 17 | 44 | 49 | -5  | 35  | 1E |                  | |
| 2000/01 | 5     | Div. Honra AF Porto                 | -                   | 1º  | Promoção    | 34 | 22 | 6  | 6  | -  | -  | -   | 72  | 3E |                  | |
| 2001/02 | 4     | 3ª Divisão                          | Série B             | 17º | Despromoção | 32 | 5  | 7  | 20 | 39 | 59 | -20 | 22  | 1E |                  | |
| 2002/03 | 5     | Div. Honra AF Porto                 | -                   | 4º  | Permanência | 38 | 20 | 6  | 12 | -  | -  | -   | 66  | |                  | |
| 2003/04 | 5     | Div. Honra AF Porto                 | -                   | 1º  | Promoção    | 34 | 26 | 5  | 3  | -  | -  | -   | 83  | 2E |                  | |
| 2004/05 | 4     | 3ª Divisão                          | Série B             | 11º | Permanência | 34 | 11 | 11 | 12 | 44 | 44 | 0   | 44  | 2E |                  | |
| 2005/06 | 4     | 3ª Divisão                          | Série B             | 13º | Despromoção | 32 | 10 | 9  | 13 | 41 | 53 | -12 | 39  | 2E |                  | |
| 2006/07 | 5     | Div. Honra AF Porto                 | -                   | 13º | Permanência | 34 | 11 | 9  | 14 | 48 | 58 | -10 | 42  | 2E |                  | |
| 2007/08 | 5     | Div. Honra AF Porto                 | -                   | 7º  | Permanência | 34 | 13 | 10 | 11 | 44 | 42 | +2  | 49  | 2E |                  | |
| 2008/09 | 5     | Div. Honra AF Porto                 | -                   | 10º | Permanência | 38 | 14 | 9  | 15 | 50 | 54 | -4  | 51  | |                  | |
| 2009/10 | 5     | Div. Honra AF Porto                 | -                   | 12º | Permanência | 34 | 9  | 13 | 12 | 35 | 37 | -2  | 40  | |                  | |
| 2010/11 | 5     | Div. Honra AF Porto                 | -                   | 16º | Despromoção | 34 | 9  | 7  | 19 | 36 | 55 | -19 | 31  | |                  | |
| 2011/12 | 6     | 1ª Divisão AF Porto                 | Série 2             | 1º  | Promoção    | 34 | 18 | 13 | 3  | 53 | 24 | +29 | 67  | |                  | perdeu o jogo de Apuramento do Campeão da 1ª Divisão com o FC Perafita |
| 2012/13 | 5     | Div. Honra AF Porto                 | -                   | 9º  | Promoção    | 34 | 12 | 11 | 11 | 39 | 35 | +4  | 47  | |                  | na época 2013/14, começou a nova competição 'Divisão de Elite da AF Porto' (1º escalão da AF Porto) |
| 2013/14 | 4     | Campeonato d'Elite Pró-Nacional AFP | -                   | 12º | Permanência | 37 | 12 | 11 | 14 | 45 | 59 | -14 | 47  | | FG               | nesta época, foram extintas a 2ª Divisão B e a 3ª Divisão e foi criado o CNS (3º escalão nacional) |
| 2014/15 | 4     | Campeonato d'Elite Pró-Nacional AFP | -                   | 20º | Despromoção | 38 | 7  | 10 | 21 | 30 | 53 | -23 | 31  | | FG               | |
| 2015/16 | 5     | Div Honra AF Porto                  | -                   | 16º | Despromoção | 30 | 2  | 8  | 20 | 26 | 60 | -34 | 14  | | FG               | |
| 2016/17 | 6     | 1ª Divisão AF Porto                 | Série 2             | 6º  | Promoção    | 30 | 13 | 9  | 8  | 55 | 48 | +7  | 48  | | FG               | |
| 2017/18 | 5     | Div Honra AF Porto                  | Série 2             | 12º | Permanência | 30 | 9  | 7  | 14 | 32 | 45 | -13 | 34  | | Grupo Honra - 2E | |
| 2018/19 | 5     | Div Honra AF Porto                  | Série 2             | 15º | Despromoção | 30 | 8  | 3  | 19 | 29 | 58 | -29 | 27  | | 3E               | |
| 2019/20 | 6     | 1ª Divisão AF Porto                 | Série 1             | 1º  | Promoção    | 22 | 16 | 3  | 3  | 53 | 15 | +38 | 51  | | 2E               | campeonato cancelado devido à pandemia de COVID-19 |
| 2020/21 | 5     | Div Honra AF Porto                  | Série 2             | 4º  | sem efeito  | 13 | 8  | 2  | 3  | 26 | 18 | +8  | 26  | | cancelada        | campeonato interrompido devido à pandemia de COVID-19 |
| 2020/21 | 5     | Div Honra AF Porto                  | Fase Final: Série 4 | 1º  | Permanência | 6  | 2  | 3  | 1  | 8  | 6  | +2  | 35* | perdeu nos quartos de final da fase de Apuramento do Campeão *os pontos obtidos na 1ª fase transitaram para a Fase Final | cancelada        | |
| 2021/22 | 6     | Div Honra AF Porto                  | Série 2             | 3º  | Promoção    | 30 | 16 | 7  | 7  | 63 | 34 | +29 | 55  | | 3E               | com a criação da Liga 3 (novo 3º escalão nacional), a Divisão de Honra da AF Porto tornou-se no nível 6 da pirâmide do futebol português; originalmente, o 3º classificado da série não conquistaria a promoção, contudo, após o final da época, a equipa foi convidada a participar no escalão acima na época seguinte |
| 2022/23 | 5     | Campeonato d'Elite Pró-Nacional AFP | Série 2             | 9º  | Permanência | 30 | 10 | 5  | 15 | 37 | 49 | -12 | 35  | | 4E               | |
| 2023/24 | 5     | Campeonato d'Elite Pró-Nacional AFP | Série 2             | 10º | Despromoção | 30 | 10 | 8  | 12 | 52 | 45 | +7  | 38  | | 3E               | devido à reestruturação das divisões da AF Porto e à consequente redução do 1º escalão distrital, os últimos 8 (em 16) de cada uma das duas séries e o pior 8º classificado foram despromovidos ao 2º escalão distrital                                                                                                 |
| 2024/25 | 6     | Campeonato d'Elite AF Porto         | Série 2             | 7º  | Permanência | 30 | 12 | 5  | 13 | 46 | 43 | +3  | 41  | | MF               | |